# Fuerte Quemado
Fuerte Quemado es una localidad del departamento Santa María en la provincia argentina de Catamarca. Se encuentra en los valles calchaquíes, al norte de la ciudad cabecera departamental y a unos 15 km al sur de Quilmes, sobre la margen izquierda del río Santa María. Constituye una comuna del municipio de Santa María con un delegado comunal electo a su frente.

## Población
Cuenta con 444 habitantes (Indec, 2001), lo que representa un incremento del 11,27% respecto a los 399 habitantes (Indec, 1991) del censo anterior.

## Terremoto de Catamarca de 1898
Ocurrió el 4 de febrero de 1898, a las 12.57 de 6,4 en la escala de Richter; a 28º26' de Latitud Sur y 66º09' de Longitud Oeste (28°26′59″S 66°9′0″O / -28.44972, -66.15000)
Destruyó la localidad de Saujil, y afectó severamente los pueblos de Pomán, Mutquín, y entorno. Hubo heridos y contusos. Ante la desesperación, los habitantes del departamento acudieron a la misericordia del Señor del Milagro, patrono de esa localidad, que aligeró los corazones y desde entonces en agradecimiento, la gente del departamento se reúne en Saujil cada 4 de febrero para conmemorar el milagro.